# Zetaquira
Zetaquira es un municipio colombiano ubicado en la Provincia de Lengupá, en el departamento de Boyacá. Está situado a 67 km de la ciudad de Tunja, capital del departamento.
El municipio limita al norte con Pesca, Tota y Rondón, al sur con Miraflores, al Oriente con Berbeo, San Eduardo y Aquitania y al Occidente con Ramiriquí, Chinavita y Garagoa.

## Toponimia
El nombre de Zetaquira proviene del muysccubun (idioma muisca), y significa  "Ciudad de la Culebra".

## Historia

### Época precolombina
Según la prehistoria colombiana los indígenas pobladores de las llanuras orientales, descendientes de los Caribes, acosados por la inclemente pradera avanzaron en son de invasión y conquista de las cumbres andinas, arrinconando los muiscas. Una de esas corrientes migratorias penetró por el Lengupá, nombre que le dieron a la región por la leyenda del río Lengupá. Sin embargo, los muiscas permanecieron en la parte más fría. Los indígenas siguieron el curso, precipitándose por entre rocallosos cerros, abriéndose un cauce profundo para caer en un valle cálido y mortífero. Hasta allí llegaron los indígenas y entonces lo llamaron "Lenguapala"; la conquista castellana lo transformó en "Lengupá" que significa la "frontera del jefe"; en ese momento finalizó el gobierno de la confederación muisca.
El Lengupá sirvió, entonces, para recoger en sus vegas tres pueblos indígenas: Los muiscas que poblaron Rondón y llegaron hasta Zetaquira, los Achaguas que llegaron hasta Chámeza y los Teguas ubicados en Campohermoso.  Tres pueblos, tres idiomas, tres culturas entrelazadas alrededor de un gran río que desde entonces es símbolo de unidad integral.

### Fundación española
Los primeros evangelizadores en llegar al territorio de lo que hoy es Colombia fueron los sacerdotes pertenecientes a la Compañía de los Dominicos, quienes se expandieron por todo el territorio. Cuando llegaron a evangelizar los indígenas de Ramiriquí, alrededor de 1572, el territorio de Zetaquira pertenecía esta parroquia. Es entonces cuando se desplazan a colonizar el vecindario de Zetaquira, el cual era muy reducido. Sin embargo, allí levantaron una pequeña ermita a la que llamaron Nuestra Señora del Rosario, Siendo la primera capilla de la región.
Más tarde, esta fue incluida en la parroquia de Lengupá, cuyo centro era Berbeo. Pero aun así la distancia hizo que las obligaciones religiosas se cumplieran con dificultad, no solo por los sacerdotes sino también por los feligreses. Tal motivo obligó a los vecinos del municipio a exponer sus problemas ante el gobierno eclesiástico para que se les tuviera en cuenta y fundaran allí una nueva parroquia. Esta fue respondida afirmativamente el 6 de septiembre de 1745, fecha en la cual se puede decir que es fundado oficialmente el municipio.
El 21 de mayo de 1765 el virrey Pedro Mesía de la Cerda expidió en Santafé de Bogotá el nombramiento del primer alcalde pedáneo, el cual recayó en Don Francisco Antonio de Mendoza. Desde entonces Zetaquira nace a la vida civil, con autonomía administrativa.
El primer caserío fue levantado en un predio comprendido entre las quebradas La Chorrera y La Carbonera, a unos 200 metros al norte del lugar donde hoy se encuentra la población. Las casas que allí se levantaron eran de paja, lo que contribuyó para que un incendio arrasara con la mayoría de las habitaciones y la totalidad de la ermita y la casa cural.

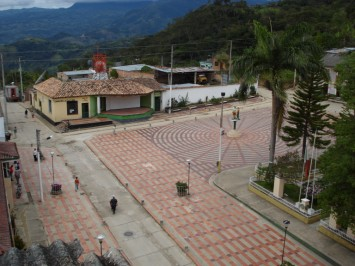
Parque principal de Zetaquira.

Zetaquira fue el nombre que tomó el municipio desde su fundación, pero en 1858; los vecinos decidieron cambiarle el nombre primitivo por el de San José de la Florida, nombre que no tuvo tiempo de acomodarse entre los habitantes ya que por órdenes superiores en el año 1869 volvió a tomar el original.
En 1904, luego de años de inconformidad en lo que tenía que ver con los asuntos religiosos y políticos, se crea el municipio de San Rafael (hoy Rondón) separándolo de lo que es hoy Zetaquira.

## Economía
La economía de Zetaquira se basa en la producción agropecuaria destacándose, el cultivo de café, plátano, caña de azúcar, frijol y fique, además de frutales como pitahaya, mora, tomate de árbol, chamba  cítricos, cacao, entre otros. También se producen derivados lácteos como el queso, acompañado de la crianza de ganado vacuno y porcino.

## Turismo

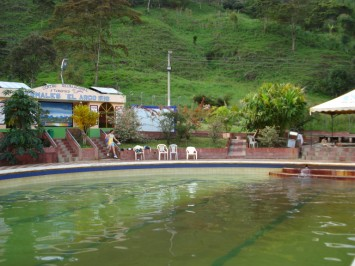
Baños termales.

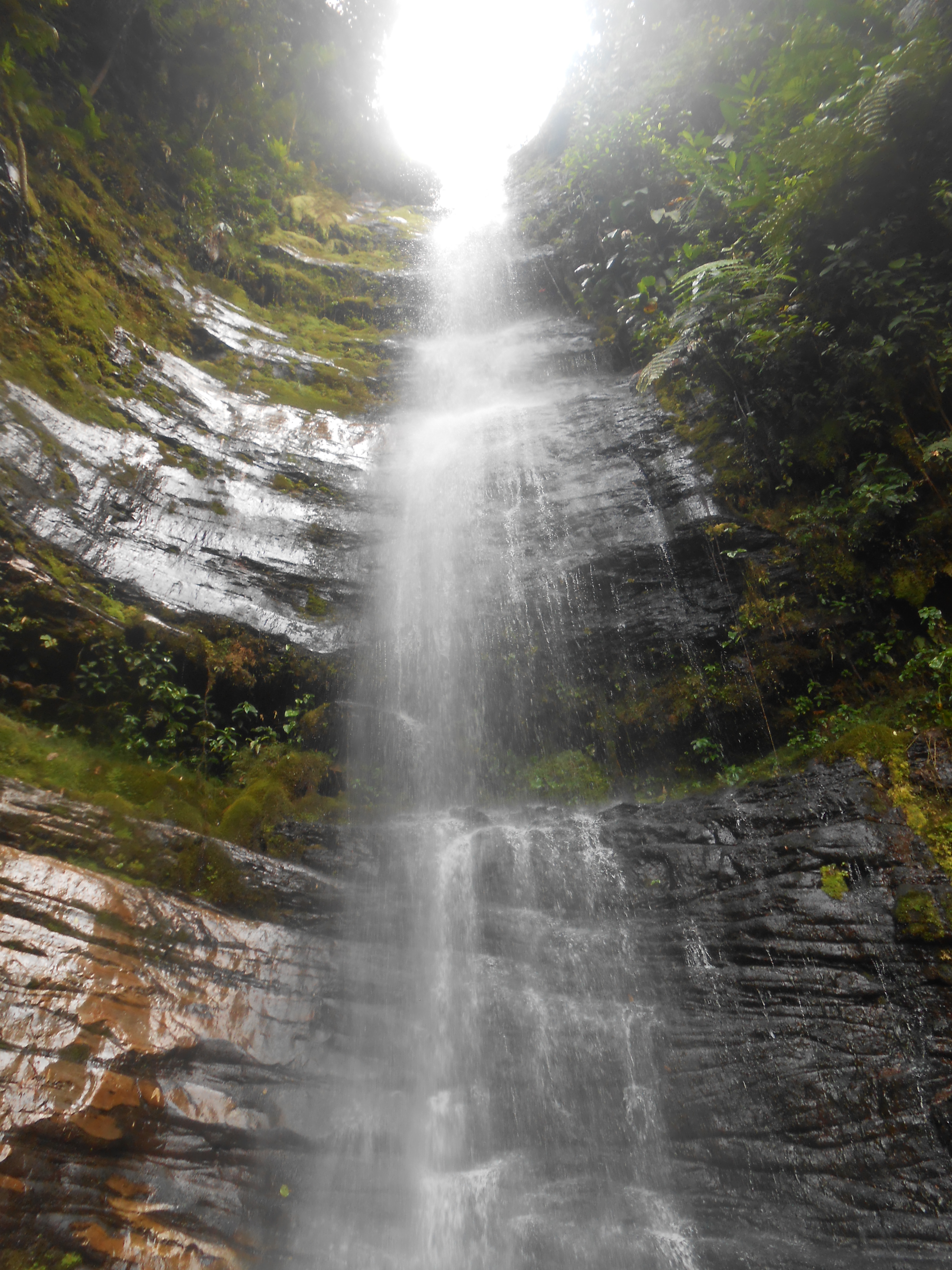
Cascada Las Tinajas.

Zetaquira es reconocida por sus fuentes termo minerales,  siendo un generador de desarrollo como atractivo turístico, aguas enriquecidas que siguiendo un proceso, tratan enfermedades respiratorias, enfermedades menores de la piel y de las articulaciones, ayudan al completo relajamiento del cuerpo, al dejar correr sus aguas cristalinas se siente una sensación de descanso y de esparcimiento. Aquí se encuentra la cascada de agua termal más alta de Colombia, ubicada a las orillas del río Fuche, cerca al centro turístico Termales El Ocho y dentro del área de circulación del Hotel Campestre Las Heliconias, el cual presta servicio de hospedaje, restaurante, bar, salón de eventos y salidas ecológicas siendo uno de los mejores prestadores de servicios hoteleros de la región .
Zetaquira posee alrededor de 35 nacederos de agua termal cerca a las orillas de sus ríos, Fuche y Mueche (los cuales al unirse forman el río Lengupá). La majestuosidad de sus paisajes y de sus aguas termales y de su clima tropical seco (su temperatura en verano oscila entre 25 y 30 grados y su temperatura promedio es de 18 y 25), hacen de Zetaquira un lugar único en Boyacá y la convierten en la capital turística de Lengupá.
La flora y la fauna que se observa en Zetaquira hace que se produzcan frutas exóticas como la chamba (fruta con sabor dulce y ácido tropical), que es muy conocida en toda la región y con la cual se pueden realizar diversas preparaciones desde bocadillos y dulces, hasta bebidas como sabajones y néctar.
La vereda de Guanata cuenta con sitios como laguna de Montejo que está ubicada en límites con los municipios de Miraflores y Chinavita y la cual abastece de agua a Zetaquira y Miraflores, cascadas Las Cuchillas de los Indios, páramo de Mamapacha (flora y fauna como palma de cera, loro orejiamarillo, venados, oso de anteojos, frailejones, etc.); en la vereda de Hormigas lugares como lagunas (Tierra Blanca y Agua Blanca) y Balneario piscinas Hormigas y el río Lengupá; en la vereda de Esperanza paisajes como cascada las Máquinas, "El Billar del Diablo", Alto de los Indios, cueva de la Virgen y el río Mueche ;en la vereda de Patanoa cuenta con sitios turísticos como Termales el Arcoíris, cuevas de Cristal y el río Fuche; en la vereda de Juracambita lugares como "Alto de la vieja", "alto El Tambor", páramo El Bijagual (límite entre Ramiriqui y Rondón), y en la vereda de Centro, balneario Termales el ocho y sendero "Alto de la Virgen del coro", Patrona de Lengupá. La altura del monumento de la virgen del coro es de aproximadamente 25 m. Iglesia "Nuestra Señora del Rosario de Chinquinquira", y en el casco urbano su Arquitectura colonial y moderna.

## Educación
Zetaquira cuenta con dos centros educativos: "Institución Educativa San José de la Florida" y la "Institución Educativa Técnica Agropecuaria Libardo Cuervo Patarroyo".

## Sitios de interés
Laguna de Montejo (o de la tarea): Es una de las más espléndidas lagunas alrededor del mundo, se caracteriza por tener agua pura que se produce gracias a los frailejones que adornan este lindo paisaje, se dice que es la tercera a nivel mundial con agua más pura. Además de su belleza, son muchas las leyendas que brotan de su corriente. Aunque es un poco apartada de la zona urbana, esto la hace más atractiva al estar en medio de la selva y hospedar muchas especies tanto de peces como de animales silvestres que llegan a saciar su sed.
Cascada de aguas termales es la más grande de Colombia, se dice que es un volcán muerto del cual brota una corriente de agua caliente, la cual se mezcla con el agua del río Fuche. La cascada está compuesta por barro medicinal.